# Kösem Mahpeyker

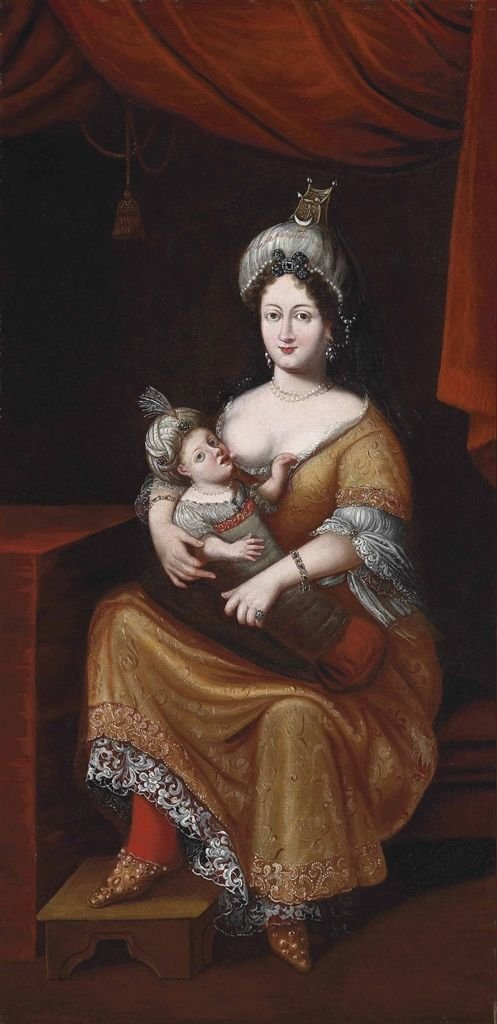
Kösem Mahpeyker mit ihrem Sohn

Kösem Mahpeyker Sultan (* um 1589 auf Tinos; † 3. September 1651) war die Favoritin (hasekî) von Sultan Ahmed I. des Osmanischen Reiches und Mutter der Sultane Murad IV. und İbrahim sowie Großmutter Mehmeds IV. und war in dieser Zeit als Valide Sultan eine zentrale Figur des Reiches. Sie wurde auf Betreiben ihrer Schwiegertochter Turhan Hatice Sultan mit einer Bogensehne erdrosselt.

## Leben
Kösem wurde um 1589 in Griechenland als Tochter eines orthodoxen Priesters geboren und hieß zunächst Nastya (von Anastasia). Sie wurde durch den osmanischen Gouverneur von Bosnien an den osmanischen Hof verschenkt, wo sie zur Favoritin des Prinzen Ahmed aufstieg. Den Beinamen Kösem („haarlos“) erhielt sie laut Pietro della Valle ob ihrer „weichen und haarlosen Haut“. Nach ihrer Hochzeit lautete ihr vollständiger Name „Kösem Mahpeyker Sultan“. Sie übte großen Einfluss auf die Politik aus.
Sie beeinflusste die Wahl der Großwesire und sammelte erhebliche Reichtümer in ihrem Harem an. Hierdurch war sie in der Lage, sowohl den ärmeren Bevölkerungsteilen mit Zuwendungen zu helfen, als auch ein Leben im Luxus zu führen. Kösem Sultan gebar die fünf Söhne Mehmet, Murad, Kasim, Süleyman und İbrahim sowie die vier Töchter Ayşe, Fatma, Gevherhan und Hanzade.
Zwischen 1623 und 1632 war sie Regentin des Osmanischen Reiches, da ihr Sohn Murad IV. noch minderjährig war. 
Um 1640 erhielt sie ihre spätere Schwiegertochter Turhan Hatice, die auch einmal Valide Sultan werden sollte, zum Geschenk.
Als ihr noch minderjähriger Enkel Mehmed IV. 1648 den Thron bestieg, übernahm sie erneut die Regentschaft. 1651 verbündeten sich rebellische Sipahis mit den Schwarzen Eunuchen des Harems, die die Ermordung Kösems arrangierten. Vergeblich hatte sie auf Unterstützung der Janitscharen gebaut, von denen viele in der Revolte ebenfalls starben.

## Rezeption
Kösem wird heute bisweilen als die einflussreichste und „faszinierendste“ Frau der osmanischen Geschichte gesehen. Um zu überleben, habe sie sowohl ihren Ehemann als auch ihre Söhne „manipuliert“ und so das Osmanische Reich de facto regiert. Durch ihre griechische Herkunft erschwere sie zudem die eindeutige Unterscheidung zwischen modernen Griechen und Türken.